# OFK Bačka
Ne doit pas être confondu avec FK Bačka 1901.
Maillots
Le Omladinski Fudbalski Klub Bačka (en serbe : Омладински Фудбалски Клуб Бачка), plus couramment abrégé en OFK Bačka, est un club serbe de football fondé en 1945 et basé dans la ville de Bačka Palanka.

## Historique
Le club est fondé en 1945. Au cours de son histoire, le club change plusieurs fois de nom, et le 1er août 1948 il prend le nom de FK Bačka. 
Le club joue dans le stade Stade Slavko Maletin Vava d'une capacité de 5 500 spectateurs, qui ouvre officiellement ouvert ses portes le 7 juillet 1951.
En 2015, le club est renommé OFK Bačka.

## Bilan sportif

### Palmarès
| Compétitions nationales |
| --- |
| - Championnat de Serbie de troisième division (1) : - Champion : 2013-14. - Championnat de Voïvodine-Ouest (quatrième division) (1) : - Champion : 2012-13. |

### Bilan par saison
| Saison    | Championnat        | Championnat | Championnat | Championnat | Championnat | Championnat | Championnat | Championnat | Championnat | Championnat | Coupe de Serbie     |
| Saison    | Division           | Pos         | Pts         | J           | V           | N           | D           | BP          | BC          | Diff        | Coupe de Serbie     |
| --------- | ------------------ | ----------- | ----------- | ----------- | ----------- | ----------- | ----------- | ----------- | ----------- | ----------- | ------------------- |
| 2006-2007 | 3e Voïvodine       | 3e          | 55          | 34          | 17          | 4           | 13          | 45          | 43          | +2          | —                   |
| 2007-2008 | 3e Voïvodine       | 10e         | 37          | 30          | 9           | 10          | 11          | 26          | 40          | -14         | —                   |
| 2008-2009 | 3e Voïvodine       | 11e         | 40          | 30          | 11          | 7           | 12          | 35          | 45          | -10         | —                   |
| 2009-2010 | 3e Voïvodine       | 13e         | 36          | 30          | 10          | 6           | 14          | 33          | 36          | -3          | —                   |
| 2010-2011 | 4e Voïvodine-Ouest | 4e          | 51          | 30          | 15          | 6           | 9           | 43          | 30          | +13         | —                   |
| 2011-2012 | 4e Voïvodine-Ouest | 15e         | 23          | 30          | 5           | 8           | 17          | 23          | 58          | -35         | —                   |
| 2012-2013 | 4e Voïvodine-Ouest | 1er         | 64          | 30          | 19          | 7           | 4           | 56          | 18          | +38         | —                   |
| 2013-2014 | 3e Voïvodine       | 1er         | 57          | 30          | 17          | 6           | 7           | 49          | 26          | +23         | —                   |
| 2014-2015 | 2e                 | 4e          | 48          | 30          | 14          | 6           | 10          | 37          | 30          | +7          | —                   |
| 2015-2016 | 2e                 | 2e          | 56          | 30          | 16          | 8           | 6           | 52          | 30          | +22         | Seizièmes de finale |
| 2016-2017 | 1re                | 13e         | 36          | 37          | 11          | 3           | 23          | 27          | 46          | -19         | Seizièmes de finale |
| 2017-2018 | 1re                | 14e         | 40          | 37          | 11          | 7           | 19          | 41          | 64          | -23         | Seizièmes de finale |
| 2018-2019 | 1re                | 16e         | 30          | 37          | 7           | 9           | 21          | 31          | 68          | -37         | Seizièmes de finale |
| 2019-2020 | 2e                 | 3e          | 53          | 30          | 16          | 5           | 9           | 40          | 26          | +14         | Huitièmes de finale |
| 2020-2021 | 1re                | 20e         | 16          | 38          | 3           | 7           | 28          | 24          | 68          | -44         | Seizièmes de finale |
| 2021-2022 | 2e                 | 15e         | 39          | 37          | 8           | 15          | 14          | 30          | 43          | -13         | Huitièmes de finale |
| 2022-2023 | 3e Vojvodine       | en cours    | en cours    | en cours    | en cours    | en cours    | en cours    | en cours    | en cours    | en cours    | Tour préliminaire   |

Légende
- Promotion en division supérieure
- Relégation en division inférieure

## Personnalités du club

### Présidents du club
- Zoran Karpov
- Marjan Rnić

### Entraîneurs du club
- Josip Takač
- Lazar Vjestica